# Oulart
Oulart (en gaèlic irlandès An tAbhallort antigament Ubhallghort - "l'horta") és una vila d'Irlanda, al comtat de Wexford, a la província de Leinster. Es troba al costat de la carretera R741 a mig camí entre les ciutats de Gorey al nord i Wexford al sud.
La població de Oulart és de 197 habitants.
La batalla d'Oulart Hill va tenir lloc prop d'Oulart durant la rebel·lió irlandesa de 1798.

## Esport
Oulart the Ballagh és el club local de GAA/hurling. Ha guanyat el Campionat Senior Hurling de Wexford sis cops, el més recent en 2010.